# Corporate Commercial Bank
Pour les articles homonymes, voir Corporate (homonymie).
Corporate Commercial Bank est une banque basée en Bulgarie. Elle serait la quatrième plus grande banque bulgare. Elle a été créée en 1994.
En janvier 2014, le Crédit Agricole vend sa filiale bulgare à Corporate Commercial Bank.
Durant l'été 2014, la banque est marquée par une affaire de corruption de ses dirigeants.